# Buhl (Minnesota)
Buhl – miasto w Stanach Zjednoczonych, w stanie Minnesota, w hrabstwie St. Louis.